# A halál gyanújelei

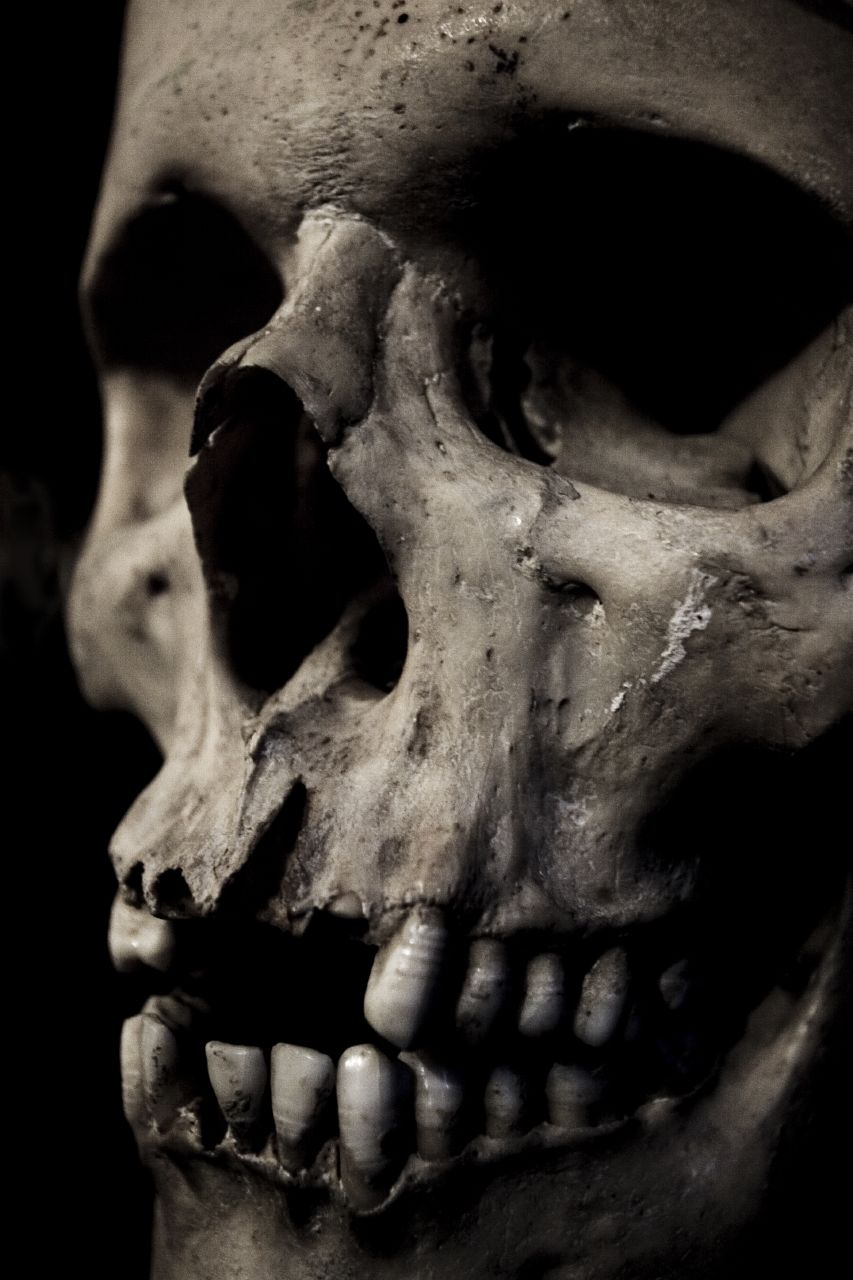
Emberi koponya, a halál szimbóluma

A halál gyanújelei azon, főleg külsődleges, és műszerekkel észlelhető jelek, melyek alapján egy élő szervezetről például emberről meg lehet állapítani, hogy az már nem élő szervezet többé, azaz halott. Évszázadok tapasztalatai szerint megkülönböztethetőek korai, klasszikus és késői gyanújelek. Sok esetben (például a fej leválása a törzsről, putrifikáció, mumifikáció) nem okoz problémát a feladat, azonban számos esetben merülhetnek fel kételyek az orvosokban is. Mivel nekik kötelességük a lehető legtöbbet tenni az érintett személyért, a legkisebb életben maradási remény esetén is kötelesek az újraélesztést (reszuszcitáció) haladéktalanul megkezdeni a légutak szabaddá tételét követően. Ezért fontos a halál megállapításának ismerete.
Mivel a halál megállapítása és a kapcsolódó adminisztratív feladatok elvégzése a gyakorló orvosok napi tevékenységének részét képezi, az ehhez szükséges ismeretekkel minden orvosnak rendelkeznie kell.
A halál biztos jele a tetem bomlása (késői hullajelenségek), ebben az esetben a halál megállapítása nem kérdéses, azonban ez csak később következik be. Hasonló a helyzet az élettel biztosan össze nem egyeztethető sérülésekkel (levágott fej, kettészakadt törzs). A többi esetben azonban a korai hullajelenségek, gyanújelek segítik az orvost.
A halál idejét a három legfontosabb életműködésnek, az agy, tüdő, szívműködésnek a végleges megszűnése jelzi. Ezek, valamint ezeken keresztül a halál megállapítása olykor nem egyszerű, ugyanakkor rendkívül fontos feladat. Műszeres vizsgálattal (pl.  EEG vagy EKG) természetesen ez jóval könnyebb.
A halál pillanatában az izmok, így az arcizmok is elernyednek, tónustalanná válnak, minek következtében a halottra nyugodt arcvonások jellemzőek, a keringés leállása miatt pedig az arc elsápad. A szén-monoxid mérgezésben elhunytak bőre rózsaszínes marad, ez élő benyomását keltheti.
Korábban alkalmazott igazságügyi orvostani módszerek a halál gyanújának igazolására:
- a bőrre forró viaszt cseppentve nem váltható ki reakció (nincs bőrpír)
- a lekötött ujjbegy nem duzzad meg
- a szemfenék erei összehúzódtak
- a vénákba injektált nátrium-jodid oldat nem oszlik szét a szervezetben (nincs keringés)

A legáltalánosabban használt eljárás azonban az EKG, amely a halál beálltát követően, az izoelektromos tevékenység megszűnését jelzi. A szív elektromos árammal való ingerlésre meg összehúzódhat. Ez igaz a harántcsíkolt izmokra is.